# Junaci Domovinskog rata (serijal knjiga)
Junaci Domovinskog rata serijal je knjižica autora Davora Runtića. Knjige opisuju autentične ratne priče hrvatskih branitelja sa svih ratišta Domovinskog rata.
Za svoje knjige kontaktirao je petstotinjak osoba, i opisao preko 200 sudbina. Sve ukupno, obuhvaćeno je preko od dvije tisuće osoba
Prva knjiga serijala objavljena 1997. godine a planira se objaviti ukupno tridesetak.

## Vanjske poveznice
- Webstranica autora[neaktivna poveznica]
- Croatia.org